# 剛体
剛体（ごうたい、英語: rigid body）とは、どのような力を与えても変形しない、想像上の物体である。剛体の運動を扱う動力学は、剛体の力学（英語: rigid body dynamics）と呼ばれ、並進運動に関するニュートンの運動方程式と、回転に関するオイラーの運動方程式で記述できる。

## 概要
どんな物体でも、力を加えられれば少なからず変形する。そのため、現実の力学は物体の変形の影響を受ける。しかし、弱い力で固体を運動させる場合など、変形を無視して考えても差し支えない場合も多い。剛体は、そのような場合に用いられる物体のモデルであり、剛体は実在しない。
物体の大きさを無視する質点の力学とは異なり、剛体の力学では姿勢の変化（転向）を考慮する。
こまの回転運動は、剛体の力学で扱われる主なテーマの一つである。物体を質点の集まり（質点系）と考えたとき、剛体は、質点の相対位置が変化しない系として表すことができる。物体の変形を考える理論として、弾性体や塑性体の理論がある。
また、気体や液体は比較的自由に変形され、これを研究するのが流体力学である。
これらの変形を考える分野は連続体力学と呼ばれる。

## 剛体の静力学
物体に作用する力を表現するには、大きさ（magnitude）、方向（direction）、作用点（point of application）の3つの要素が必要となる。
物体が広がりを持たない質点の場合は、力の作用点は質点の位置に一致するため考える必要がない。
一方、広がりを持つ物体の場合は作用点がどこにあるかを考える必要がある。しかし、変形を考えない剛体の場合は、作用点を力の方向に平行な直線に沿って動かしても力が及ぼす効果は変わらない。作用点を通り、力の方向に平行な直線は力の作用線（line of action）と呼ばれる。
大きさと方向を持つ力は、ベクトル量として表される。剛体の場合はこれに加えて作用線の情報が必要となる。作用線の情報は、適当な点のまわりの力のモーメントとして表される。
剛体の釣り合いを考える際は、力の釣り合い（力のベクトル的な和がゼロ）の条件とともに、力のモーメントの釣り合い（力のモーメントのベクトル的な和がゼロ）の条件が必要となる。

### 剛体に作用する力
剛体の部分 i に作用する力 Fi は、外力 fi と、部分 j から及ぼされる内力 fi,j の和
{\displaystyle {\boldsymbol {F}}_{i}={\boldsymbol {f}}_{i}+\sum _{j}{\boldsymbol {f}}_{i,j}}
として表される。
剛体に作用する総ての力の合力は
{\displaystyle {\boldsymbol {F}}=\sum _{i}{\boldsymbol {F}}_{i}=\sum _{i}{\boldsymbol {f}}_{i}+\sum _{i,j}{\boldsymbol {f}}_{i,j}}
で表される。内力の合力は剛体の部分 i と部分 j についての和であるが、添え字を入れ替えて
{\displaystyle \sum _{i,j}{\boldsymbol {f}}_{i,j}={\frac {1}{2}}\sum _{i,j}({\boldsymbol {f}}_{i,j}+{\boldsymbol {f}}_{j,i})}
と変形できる。これは作用・反作用の法則により各々の i,j の組に対して {\displaystyle {\boldsymbol {f}}_{i,j}+{\boldsymbol {f}}_{j,i}=0} であり、外力についてのみ和を取れば良い。
剛体に作用する総ての力のモーメントの合力は
{\displaystyle {\boldsymbol {M}}=\sum _{i}{\boldsymbol {r}}_{i}\times {\boldsymbol {F}}_{i}=\sum _{i}{\boldsymbol {r}}_{i}\times {\boldsymbol {f}}_{i}+\sum _{i,j}{\boldsymbol {r}}_{i}\times {\boldsymbol {f}}_{i,j}}
で表される。内力の部分の添え字を入れ替えて、作用・反作用の法則を用いれば
{\displaystyle \sum _{i,j}{\boldsymbol {r}}_{i}\times {\boldsymbol {f}}_{i,j}={\frac {1}{2}}\sum _{i,j}({\boldsymbol {r}}_{i}\times {\boldsymbol {f}}_{i,j}+{\boldsymbol {r}}_{j}\times {\boldsymbol {f}}_{j,i})={\frac {1}{2}}\sum _{i,j}({\boldsymbol {r}}_{i}-{\boldsymbol {r}}_{j})\times {\boldsymbol {f}}_{i,j}}
と変形できる。内力の作用線が i,j の相対位置に平行である場合には、ベクトル積の性質によりゼロとなり、やはり外力についてのみ和を取れば良い。

### 静力学的自由度
3次元空間において、剛体の静力学的な自由度は6である。
剛体の自由度が6であることは次のように示される。
1. 剛体に固定された点の位置は3次元空間において3つの自由度で指定される。
2. 剛体に固定された第2の点を考えれば、第1の点との距離が変化しないという剛体の条件から、2つの自由度で指定される。
3. 直線上にない第3の点を考えれば、第1と第2の点との距離が変化しないという剛体の条件から、1つの自由度で指定される。
4. 第4の点以降は、第1と第2、第3の点との距離が変化しないという剛体の条件から自由度が増えることなく決まってしまうので合計の自由度が6であることが示される。

これは第1と第2の点を結ぶ軸の方向が2つの自由度で指定され、この軸の周りの回転1つの自由度で指定されると言い換えることもできる。すなわち、3つの自由度で剛体の位置が指定され、残り3つの自由度で剛体の姿勢が指定される。自由度の選び方にはある程度の任意性があるが、通常は剛体の位置は重心座標で指定され、剛体の姿勢は重心周りの回転角で指定されることが多い。

## 剛体の運動学
剛体の運動は静力学的な6つの自由度の時間発展で表される。6つの自由度の時間微分とは重心の速度と、重心周りの角速度である。
剛体に固定された代表点 P に対する別の固定点 i の相対位置と相対速度は
{\displaystyle {\mathfrak {r}}_{i,{\text{P}}}={\boldsymbol {r}}_{i}-{\boldsymbol {r}}_{\text{P}}}
{\displaystyle {\mathfrak {u}}_{i,{\text{P}}}={\frac {d{\mathfrak {r}}_{i,{\text{P}}}}{dt}}={\boldsymbol {v}}_{i}-{\boldsymbol {v}}_{\text{P}}}
で定義される。距離が変化しないという剛体の条件は角速度を用いて
{\displaystyle {\mathfrak {u}}_{i,{\text{P}}}={\boldsymbol {\omega }}\times {\mathfrak {r}}_{i,{\text{P}}}}
で表される。

### 重心運動と重心周りの回転運動
剛体は連続体として積分を用いて表される事も多いが、ここでは多数の質点から成る離散系として説明する。
運動量は加法的な物理量なので、剛体の全運動量は部分の運動量の和で表されるので
{\displaystyle {\boldsymbol {P}}=\sum _{i}m_{i}{\boldsymbol {v}}_{i}=M{\frac {d{\boldsymbol {r}}_{\text{g}}}{dt}}}
となり、剛体の全質量 M が重心に集中した質点の運動量に等しい。
角運動量も加法的な物理量なので、剛体の全角運動量も部分の角運動量の和で表されて
{\displaystyle {\boldsymbol {J}}=\sum _{i}m_{i}{\boldsymbol {r}}_{i}\times {\boldsymbol {v}}_{i}}
である。剛体の重心運動の軌道角運動量を全質量が重心に集中した質点の軌道角運動量に等しく定義すれば
{\displaystyle {\boldsymbol {L}}={\boldsymbol {r}}_{\text{g}}\times {\boldsymbol {P}}=\sum _{i}m_{i}{\boldsymbol {r}}_{\text{g}}\times {\boldsymbol {v}}_{i}}
である。全角運動量から重心運動の軌道角運動量を差引いた角運動量が剛体の重心周りの回転による角運動量であり
{\displaystyle {\boldsymbol {S}}={\boldsymbol {J}}-{\boldsymbol {L}}=\sum _{i}m_{i}{\mathfrak {r}}_{i,{\text{g}}}\times {\boldsymbol {v}}_{i}=\sum _{i}m_{i}{\mathfrak {r}}_{i,{\text{g}}}\times {\mathfrak {u}}_{i,{\text{g}}}}
となる。角速度を用いれば
{\displaystyle {\boldsymbol {S}}=\sum _{i}m_{i}{\mathfrak {r}}_{i,{\text{g}}}\times ({\boldsymbol {\omega }}\times {\mathfrak {r}}_{i,{\text{g}}})=\sum _{i}m_{i}\{|{\mathfrak {r}}_{i,{\text{g}}}|^{2}{\boldsymbol {\omega }}-{\mathfrak {r}}_{i,{\text{g}}}({\mathfrak {r}}_{i,{\text{g}}}\cdot {\boldsymbol {\omega }})\}=I{\boldsymbol {\omega }}}
と表わされる。

## 剛体の動力学
剛体の全運動量の時間変化は、微分の線型性から、剛体に作用する総ての力の合力に等しく
{\displaystyle {\frac {d{\boldsymbol {P}}}{dt}}=M{\frac {d^{2}{\boldsymbol {r}}_{\text{g}}}{dt^{2}}}={\boldsymbol {F}}}
で表される。ここから重心の軌道角運動量の時間変化は
{\displaystyle {\frac {d{\boldsymbol {L}}}{dt}}={\boldsymbol {r}}_{\text{g}}\times {\frac {d{\boldsymbol {P}}}{dt}}={\boldsymbol {r}}_{\text{g}}\times {\boldsymbol {F}}}
となり、全質量が重心に集中した質点とみなすことができる。
剛体の全角運動量の時間変化は、やはり微分の線型性から、剛体に作用する総ての力のモーメントの合力に等しく
{\displaystyle {\frac {d{\boldsymbol {J}}}{dt}}={\boldsymbol {M}}}
で表される。重心周りの回転の角運動量の時間変化は
{\displaystyle {\frac {d{\boldsymbol {S}}}{dt}}={\frac {d{\boldsymbol {J}}}{dt}}-{\frac {d{\boldsymbol {L}}}{dt}}={\boldsymbol {M}}-{\boldsymbol {r}}_{\text{g}}\times {\boldsymbol {F}}=\sum _{i}{\mathfrak {r}}_{i,{\text{g}}}\times {\boldsymbol {F}}_{i}}
で表される。

## 並進運動、回転運動
並進運動
代表点の運動を剛体の並進運動（併進運動）という。剛体の質量をM、代表点の位置を{\displaystyle {\vec {s}}}、各部に働く外力を{\displaystyle {\vec {F}}_{i}}、剛体に働く全外力を{\displaystyle {\vec {F}}}とすると、代表点についてのニュートンの運動方程式(並進の運動方程式)は
{\displaystyle M{\frac {d^{2}{\vec {s}}}{dt^{2}}}={\vec {F}}\,\,\,\,\,({\vec {F}}=\sum {\vec {F}}_{i})}
例を挙げると、投げられた棒の運動は、重心の軌跡が放物線を描く(→放物線#物理学的な導出)。並進運動は重心といった代表点の運動なので記事質点#質点系の力学に詳しい。
回転運動
代表点を中心とした回転の角運動量を{\displaystyle {\vec {L}}}、外力による力のモーメントの総和を{\displaystyle {\vec {N}}}とすると、剛体の回転運動のオイラーの運動方程式(回転の運動方程式)は
{\displaystyle {\frac {d{\vec {L}}}{dt}}={\vec {N}}\,\,\,\,\,({\vec {N}}=\sum ({\vec {r}}_{i}\times {\vec {F}}_{i}))}
例を挙げると、投げられた棒の運動は、重心の放物運動と、重心を中心にしての回転に分けられる。
剛体の運動は上の2つの運動方程式を満たす。自転しながら公転している場合等、並進運動が回転運動の場合もある。その場合は並進運動も回転運動専用の式の方が適している。
剛体に働く力の合力が0で力がつり合っているとき、並進と回転の2つの運動方程式の右辺が0になり、剛体は等速回転しながら等速直線運動をしている。（それぞれ静止を含む。）
下の表について説明する。左半分は、並進運動と回転運動で扱われる運動量について比較しているが、同じ段にある物理量は相当すると考えると解り易い。その例が表の右半分である。それぞれ、一方の関係式の記号に、対応する記号を代入するともう一方の関係式になることが判る。
|        | 並進運動           | SI単位        | 回転運動           | SI単位                | 法則                     | 並進運動                                                                                            | 回転運動 |
| ------ | ------------------ | ------------- | ------------------ | --------------------- | ------------------------ | --------------------------------------------------------------------------------------------------- | --- |
| 物理量 | 位置               | m             | 角度               | rad=m/m               | 慣性の法則               | 物体は力を加えられない限り、等速直線運動または静止を続ける                                          | 物体がトルクを加えられない限り、等速円運動または静止を続ける                                                    |
| 物理量 | 速度               | m/s           | 角速度             | rad/s                 | 慣性の法則               | 物体は力を加えられない限り、等速直線運動または静止を続ける                                          | 物体がトルクを加えられない限り、等速円運動または静止を続ける                                                    |
| 物理量 | 加速度             | m/s2          | 角加速度           | rad/s2                | 運動の法則               | 物体に力が加わると、質量(慣性質量)に比例した加速度を生じる。 {\displaystyle {\vec {F}}=m{\vec {a}}} | 物体にトルクが加わると、慣性モーメントに比例した角加速度を生じる。 {\displaystyle {\vec {N}}=I{\dot {\omega }}} |
| 物理量 | 質量(慣性質量)     | kg            | 慣性モーメント     | kg・m2                | 運動の法則               | 物体に力が加わると、質量(慣性質量)に比例した加速度を生じる。 {\displaystyle {\vec {F}}=m{\vec {a}}} | 物体にトルクが加わると、慣性モーメントに比例した角加速度を生じる。 {\displaystyle {\vec {N}}=I{\dot {\omega }}} |
| 物理量 | 力                 | N =kg・m/s2   | トルク             | N・m =kg・m2rad/s2    | 運動の法則               | 運動量の時間的変化率が力に相当する {\displaystyle {\tfrac {d{\vec {p}}}{dt}}={\vec {F}}}            | 角運動量の時間的変化率がトルクに相当する {\displaystyle {\tfrac {d{\vec {L}}}{dt}}={\vec {N}}}                  |
| 物理量 | 運動量             | kg・m/s       | 角運動量           | kg・m2/s =kg・m2rad/s | ベクトル量に関する保存則 | 運動量保存の法則 {\displaystyle {\frac {d{\vec {P}}}{dt}}=\sum {\vec {F}}_{i}}                      | 角運動量保存の法則 {\displaystyle {\frac {d{\vec {L}}}{dt}}=\sum {\vec {N}}_{i}}                                |
| 物理量 | 並進運動エネルギー | J =kg・m2/s2  | 回転運動エネルギー | J =kg・m2rad2/s2      | ベクトル量に関する保存則 | 運動量保存の法則 {\displaystyle {\frac {d{\vec {P}}}{dt}}=\sum {\vec {F}}_{i}}                      | 角運動量保存の法則 {\displaystyle {\frac {d{\vec {L}}}{dt}}=\sum {\vec {N}}_{i}}                                |
| 物理量 | 仕事               | J=N・m        | 仕事               | J=N・m・rad           | ベクトル量に関する保存則 | 運動量保存の法則 {\displaystyle {\frac {d{\vec {P}}}{dt}}=\sum {\vec {F}}_{i}}                      | 角運動量保存の法則 {\displaystyle {\frac {d{\vec {L}}}{dt}}=\sum {\vec {N}}_{i}}                                |
| 物理量 | 仕事率             | W=J/s =N・m/s | 仕事率             | W=J/s =N・m・rad/s    | ベクトル量に関する保存則 | 運動量保存の法則 {\displaystyle {\frac {d{\vec {P}}}{dt}}=\sum {\vec {F}}_{i}}                      | 角運動量保存の法則 {\displaystyle {\frac {d{\vec {L}}}{dt}}=\sum {\vec {N}}_{i}}                                |

### 剛体の運動エネルギー
剛体の運動エネルギーは、並進運動と回転運動の、それぞれの運動エネルギー(並進運動エネルギーと回転運動エネルギー)の和である。
並進運動エネルギーは、{\displaystyle {\frac {1}{2}}M\left({\frac {d{\vec {s}}}{dt}}\right)^{2}}となる。
回転運動エネルギーKは各粒子の運動エネルギーの和であるから、各粒子の質量をmi、代表点に対する速度をviとすると、
{\displaystyle K={\frac {1}{2}}\sum m_{i}v_{i}^{2}={\frac {1}{2}}\sum m_{i}r_{i}^{2}\omega ^{2}={\frac {1}{2}}I\omega ^{2}}
である。このとき、ωは角速度、Iは慣性モーメント（下記参照）である。

## 剛体の慣性モーメント
ここでは、剛体の並進運動を棚に上げ、重心を通る軸の周りの回転運動についてだけ記述する。軸とz軸を重ね、軸に沿っての運動はないものと考える。この場合に重要になる物理量が慣性モーメントI(一般的な慣性モーメントについて→慣性モーメント)である。慣性モーメントは、
{\displaystyle I=\sum _{k}m_{k}r_{k}^{2}}
が定義であり、剛体を構成する各粒子の、質量と軸からの距離の2乗の積であり、決して変形しない剛体にとって固有に定められた定数である。
一般に剛体では粒子が連続的に分布している(連続体)ので、慣性モーメントは次のような積分として計算される。
{\displaystyle I\longrightarrow \int _{V}r^{2}\,dm=\int _{V}r^{2}\rho (r)\,dV}

{\displaystyle {}=\iiint _{V}r^{2}\rho (r)\,dx\,dy\,dz}
ここで、積分領域のVは剛体の体積を表す。
慣性モーメントは慣性能率とも呼ばれ、次のような重要性がある。
- 角運動量の大きさLと角速度ωは比例するが、Iはこのときの比例定数である。また、トルクの大きさNは角加速度{\displaystyle {\dot {\omega }}}と比例し、このときの比例定数もIである。

剛体の、質量が{\displaystyle m_{k}}であるk番目の質点が軸から垂直方向に座標{\displaystyle r_{k}}で外力によって質点が受ける運動量を{\displaystyle p_{k}}とし、角速度ωとすると、Lは
{\displaystyle L=\sum _{k}r_{k}p_{k}=\sum _{k}r_{k}m_{k}v_{k}=\sum _{k}m_{k}r_{k}^{2}\omega }
したがって、
{\displaystyle L=I\omega \cdots (1)}
となる。
また、{\displaystyle {\tfrac {dL}{dt}}=N}から、
{\displaystyle N=I{\frac {d\omega }{dt}}}
ところで、Iは、剛体の全質量をMとすると、
{\displaystyle I=M\,k^{2}}
と表すこともできる。このとき、kは剛体の回転半径という。この式の意味は、剛体の慣性モーメントは、考えている軸にkだけ離れた位置に全質量Mが集中している回転体として求めた量とみなすことができることである。
ここで慣性モーメント自体の力学的意義について説明する。(1)から、トルクNを一定にしたとき、角加速度は慣性モーメントIに反比例することがわかる。慣性モーメントを大きくしたとき、すなわち剛体の質量か回転半径を大きくしたとき、角加速度は小さくなる。すなわち回転の速度を変えるのに時間が懸かることになり、これは例えば、その剛体が回転しにくいが、一度回り始めると止めにくいことを表す。慣性モーメントIとは、回転の慣性の大きさを表す量、すなわち回転の(あるいは回転の速度を変える)難易性の目安を表している。ある回転の安定性、永続性の尺度とも言える。この理を利用して、安定した回転を保つために、大きな弾み車が発電機や各種のエンジンに取り付けられている。

### 慣性モーメントの計算法
慣性モーメントは剛体の質量や形状に依存するが、ここでその計算方法を示す。

#### 直交軸の定理
直交軸の定理とは、剛体が薄い平板の時、この平面での互いに直交する軸の周りの慣性モーメントの和は、2つの軸の交点で面に直交する軸の周りの慣性モーメントに等しくなるという定理である。
ここで、平面内の2つの軸をx軸、y軸とすると、これらの軸の周りの慣性モーメントは次のようになる。ここでρは面密度であり、積分領域は剛体上の全平面をとる。
{\displaystyle I_{x}=\int \rho y^{2}\,dx\,dy,\quad I_{y}=\int \rho x^{2}\,dx\,dy\,\,\,\,\,(dm=\rho \,dx\,dy)}
この和は、
{\displaystyle I_{x}+I_{y}=\int \rho (x^{2}+y^{2})\,dx\,dy=\int \rho r^{2}\,dx\,dy}
となるが、rはz軸からの距離でありちょうどz軸の周りの慣性モーメントとなっている。
{\displaystyle I_{x}+I_{y}\,=\,I_{z}}

#### 平行軸の定理
平行軸の定理あるいはスタイナーの定理とは、質量がMの剛体の重心を通る任意の軸の周りの慣性モーメント{\displaystyle I_{G}}が既知であるとき、この軸と平行な軸の周りの慣性モーメント{\displaystyle I}は、2軸間の距離を{\displaystyle h}とすると、次のように表される
{\displaystyle I=I_{G}+M\,h^{2}}
という定理である。